# Scholls
Scholls (korábban Scholls Ferry) az Amerikai Egyesült Államok Oregon államának Washington megyéjében, az Oregon Route 210 és 219 csomópontjának közelében elhelyezkedő önkormányzat nélküli település.

## Története
Névadója Peter Scholl telepes. Az 1890-es évek óta működő boltot 1964-ben a Petrich család megvásárolta, az eredeti épület 1994-ben leégett. A posta 1871-ben nyílt meg, a település mai nevét 1895-ben vette fel.

## Campo Azul
A Campo Azul a környékbeli farmon felállított munkástábor volt, ahol mezőgazdasági dolgozók és gyermekeik éltek. A létesítmény először az Új Gondolat mozgalomhoz tartozott, de Loraine Boggs halálával tulajdonjoga kérdésessé vált. 2004-ben eladták, 2009-től állatokat tartottak, később pedig közösségi kertet alakítottak ki.

## Fordítás
- Ez a szócikk részben vagy egészben  a   Scholls, Oregon című angol Wikipédia-szócikk ezen változatának fordításán alapul.  Az eredeti cikk szerkesztőit annak laptörténete sorolja fel. Ez a jelzés csupán a megfogalmazás eredetét és a szerzői jogokat jelzi, nem szolgál a cikkben szereplő információk forrásmegjelöléseként.